# Robert Falcon Scott
Vous lisez un « bon article » labellisé en 2010.
Pour les articles homonymes, voir Falcon, Scott et Robert Scott.
Robert Falcon Scott, né le 6 juin 1868 près de Plymouth et mort le 29 mars 1912 sur la plateforme de glace de Ross en Antarctique, est un officier de la Royal Navy et un explorateur polaire britannique, considéré comme l'une des principales figures de l'âge héroïque de l'exploration en Antarctique, pour lequel il dirige deux expéditions : l'expédition Discovery (1901-1904) et l'expédition Terra Nova (1910-1913). Au cours de la seconde, Scott mène un groupe de cinq personnes au pôle Sud le 17 janvier 1912, où ils découvrent que l'expédition norvégienne de Roald Amundsen les avait précédés de quatre semaines. Sur le chemin du retour, tous vont mourir d'épuisement, de faim et de froid.
Avant sa nomination à la tête de sa première expédition, Scott suit une carrière d'officier de marine classique, mais en temps de paix, les possibilités d'avancement professionnel restent limitées. C'est davantage l'occasion d'obtenir une distinction personnelle qu'une prédilection pour l'exploration polaire qui conduit Scott à postuler pour le commandement du RRS Discovery. Toutefois, après avoir franchi cette étape, son nom est devenu indissociable de l'Antarctique, sujet auquel il reste attaché les douze dernières années de sa vie.
Après sa mort, Scott devient un héros au Royaume-Uni, un statut qu'illustrent les nombreux mémoriaux érigés en son honneur à travers le pays. Cependant, sa légende est réévaluée avec plus de scepticisme dans les dernières décennies du XXe siècle, à mesure que les causes de la tragédie mettent en avant l'ampleur de sa responsabilité. Il devient une figure controversée, dont la compétence et le caractère sont débattus. Par la suite, les historiens du XXIe siècle ont dans l'ensemble considéré Scott de manière plus positive, en insistant sur sa bravoure personnelle et son stoïcisme, tout en reconnaissant ses erreurs, mais attribuent le sort de sa dernière expédition principalement à la malchance.

## Enfance et débuts

### Jeunesse et origines familiales
Robert Falcon Scott est né le 6 juin 1868 dans le hameau d'Outlands près de la paroisse de Stoke Damerel (en) à proximité de la ville de Plymouth dans le comté du Devon. Il est le troisième des six enfants, de l'industriel John Edward Scott et de Hannah Scott (née Cuming) et leur premier fils. Robert se fait surnommer « Con », diminutif de Falcon. Sa petite enfance est confortable car son père a atteint une petite prospérité grâce à une brasserie située à Plymouth, héritée de son propre père Robert, qu'il vendra par la suite. Des années plus tard, quand Scott établit sa carrière navale, la famille subira cependant d'importantes difficultés financières.
Bien que son père soit brasseur et magistrat, la famille possède une forte tradition navale et militaire puisque le grand-père de Robert Falcon et trois frères de son grand-père ont servi pendant les guerres napoléoniennes et quatre de ses fils (oncles de Robert Falcon) ont servi dans l'armée ou la marine : trois dans l'Armée des Indes britanniques et un comme chirurgien dans la Royal Navy. L'un de leurs ancêtres a même pris part à la bataille de Culloden dans le camp de Charles Édouard Stuart. Conformément à cette tradition familiale, les deux garçons, Robert et Archibald, sont prédestinés à une carrière dans les forces armées. Robert est envoyé en 1880 à Stubbington House School de Fareham dans l'Hampshire, un établissement préparant les candidats à l'examen d'entrée sur le navire-école HMS Britannia à Dartmouth. Après avoir réussi à ces examens dans l'année, Scott, alors âgé de treize ans, entame sa carrière dans la marine en 1881, comme cadet à bord du Britannia.

### Débuts de la carrière navale

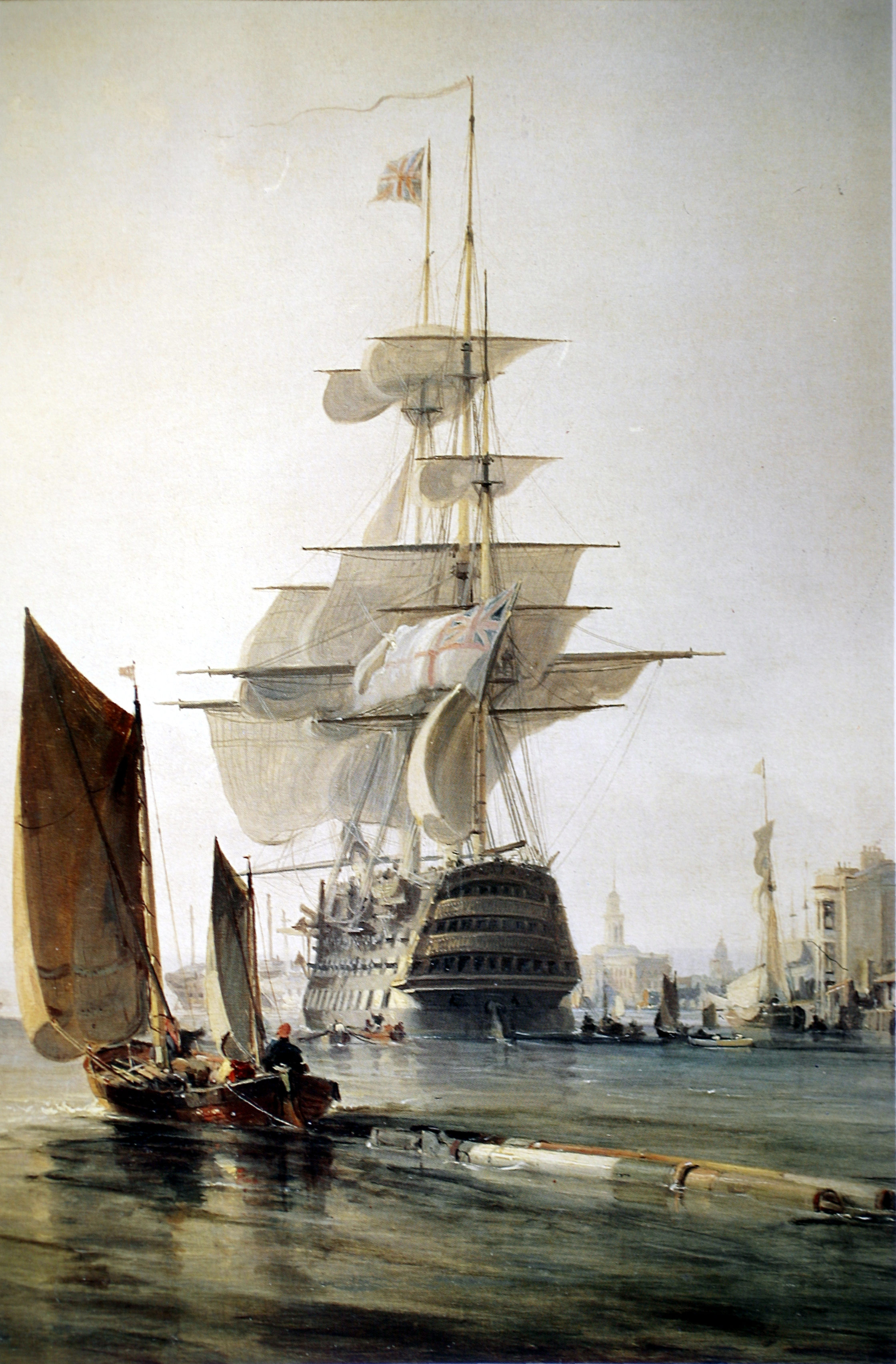
Le premier des deux HMS Britannia qui servit de navire-école entre 1859 et 1909. Scott s'entraîna sur le second qui fut mis en service en 1869.

En juillet 1883, Scott sort du Britannia comme aspirant, septième sur une promotion de vingt-six. Dès octobre, il part pour l'Afrique du Sud rejoindre le HMS Boadicea, le navire amiral de l'escadre du Cap, puis en 1885, il sert sur le HMS Rover. En 1887, alors en poste sur l'île Saint-Christophe dans les Antilles, sur le HMS Rover, il rencontre pour la première fois Clements Markham, le secrétaire de la Royal Geographical Society (RGS) de l'époque, lequel occupera une place importante dans sa carrière. À cette occasion, le 1er mars 1887, Markham, qui est à la recherche de jeunes officiers de marine pour leur proposer un engagement dans des expéditions polaires, voit l'aspirant Scott remporter une course de voile dans la baie. Impressionné par l'intelligence, l'enthousiasme et le charme de Scott, il prend bonne note de l'aspirant alors âgé de dix-huit ans.
Plus tard mais toujours la même année, Scott étudie au Royal Naval College de Greenwich et en mars 1888 réussit à ses examens d'enseigne de vaisseau, décrochant quatre certificats de « première classe » sur cinq. Sa carrière progresse régulièrement, avec des missions à bord de différents navires et une promotion au grade de lieutenant en 1889. En 1891, après une longue période en mer, il demande deux ans de formation à la nouvelle technique des torpilles sur le HMS Vernon de Portsmouth. Il obtient des certificats de « première classe » aux examens théoriques et pratiques. Une légère contrariété dans sa carrière intervient lors de l'été 1893. Alors qu'il commande un torpilleur, Scott échoue le navire, ce qui lui vaut une légère réprimande.
Au cours des recherches pour sa double biographie de Scott et de Roald Amundsen, Scott and Amundsen (renommée par la suite The Last place on earth), l'écrivain britannique Roland Huntford a vent d'un scandale possible pendant les débuts de la carrière militaire de Scott, mais est incapable de le préciser davantage. La biographie se concentre sur la période 1889-1890 où Scott est lieutenant sur le HMS Amphion. Selon Huntford, Scott « disparaît des dossiers de la marine » pendant huit mois, à partir de la mi-août 1889 jusqu'au 24 mars 1890. L'auteur soupçonne une affaire avec une femme mariée américaine, camouflée par la protection d'officiers supérieurs. Le biographe David Crane, quant à lui, réduit cette période manquante à onze semaines, mais n'est pas en mesure d'apporter plus de lumière en faisant fi de sa protection par des officiers supérieurs, au motif que Scott n'a pas à l'époque assez d'importance ou bien un réseau suffisant de relations pour justifier cela. Des documents pouvant donner des explications sur ce fait, manquent dans les dossiers de l'Amirauté. Une note apparaît cependant sur le passage de Scott à bord du HMS Vernon en 1889.
En 1894, servant alors depuis une année comme officier torpilleur sur le bâtiment expérimental mi-navire mi-dock HMS Vulcan, Scott apprend la catastrophe financière qui s'abat sur sa famille. John Scott, après la vente de la brasserie et l'investissement de toutes ses finances imprudemment, perd tout son capital et se retrouve en quasi-faillite. À l'âge de 63 ans et en mauvaise santé, il est forcé de prendre un emploi en tant que gestionnaire de la brasserie et déménage sa famille à Shepton Mallet dans le Somerset. Robert Scott, après une nouvelle formation aux torpilles sur le HMS Defiance en 1895 et un passage sur le HMS Empress of India en 1896 et HMS Jupiter en 1897, devient en 1897 lieutenant torpilleur à bord du navire amiral de la flotte de la Manche, le HMS Majestic. Cette année, John Scott meurt d'une maladie cardiaque, précipitant sa famille dans une profonde crise. La famille — la mère et ses deux filles non mariées — reposait désormais entièrement sur les salaires de Robert et du frère cadet Archie qui quitte l'armée pour un poste dans le service colonial afin d'accroître ses revenus. Mais à la suite de la mort d'Archie à l'automne de 1898, due à une fièvre typhoïde, l'entière responsabilité financière de la famille repose sur Robert Falcon Scott.
Officier ambitieux, Scott a donc une lourde responsabilité. Les promotions et le revenu supplémentaire qu'elles entraîneraient sont devenues un sujet de préoccupation considérable. Au début de juin 1899, alors en congé, il rencontre fortuitement dans une rue de Londres l'explorateur et géographe britannique Clements Markham — devenu Sir et président de la RGS — qui lui apprend l'imminence d'une expédition en Antarctique. Scott y voit l'occasion d'obtenir un commandement et une chance de se distinguer. Ce qui se passe entre les deux hommes à cette occasion n'est pas consigné, mais quelques jours plus tard, le 11 juin, Scott vient chez Markham et se porte volontaire pour diriger l'expédition. Au même moment, l'Angleterre entre dans la seconde guerre des Boers.

## L'expédition Discovery (1901-1904)

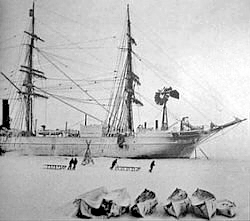
Le Discovery.

La British National Antarctic Expedition (BNAE), mieux connue plus tard sous le nom de l'expédition Discovery, est une entreprise conjointe de la Royal Geographical Society et la Royal Society. Elle représente la mise en œuvre d'un rêve longtemps caressé par Clements Markham et ce dernier fait son possible pour que le commandement soit sous la responsabilité de la Royal Navy et d'une grande partie des membres composée du personnel de la marine. Scott n'est peut-être pas le premier choix de Markham en tant que commandant, mais son soutien est resté constant. Il y eut des discussions sur l'étendue des responsabilités de Scott, avec la Royal Society militant pour nommer un scientifique responsable du programme de l'expédition, tandis que Scott aurait simplement commandé le navire. Finalement, le point de vue de Markham prévalut et Scott reçoit le commandement général, tout en étant promu au grade de commander (capitaine de frégate). Le RRS Discovery part pour l'Antarctique le 31 juillet 1901 et atteint le cap Adare le 1er janvier 1902.
En plus d'une absence presque totale d'expérience des expéditions polaires et de l'Antarctique au sein de l'équipe d'une cinquantaine d'hommes, il y eut très peu de formation aux équipements et aux techniques avant le départ du navire. Des chiens sont emmenés, tout comme des skis, mais pratiquement personne ne savait comment les utiliser. Le professionnalisme était considéré comme moins élogieux selon Markham que l'« aptitude innée », et, sans doute Scott est-il influencé par cette doctrine. Dans la première année sur les deux années complètes que le Discovery passe en Antarctique, cette insouciance est mise à rude épreuve au fur et à mesure que l'expédition a du mal à relever les défis de ce terrain inconnu. Une équipe mal préparée voyage au cap Crozier sur l'île de Ross et George Vince, un des membres, meurt le 4 février 1902. L'expédition, même si ce n'est pas l'unique but, a pour objectif majeur le pôle Sud. Au mois de mars, ce voyage est entrepris par Scott, Ernest Shackleton et Edward Adrian Wilson. Cette épreuve très physique les conduit à une latitude de 82°17'S, soit environ 850 kilomètres du pôle Sud. Obligés de stopper et de faire demi-tour, Shackleton va beaucoup peiner lors du retour.

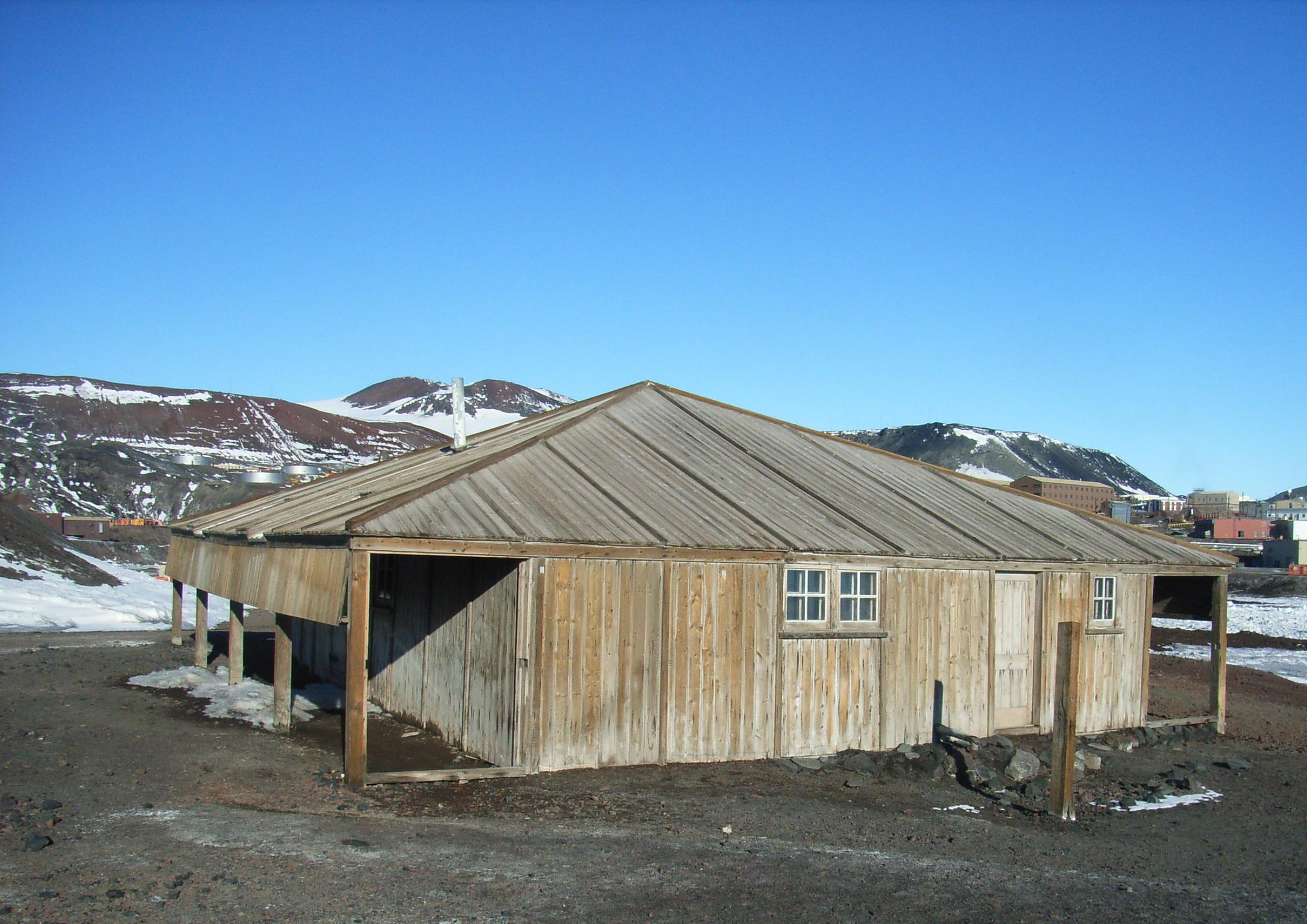
L'abri de l'expédition Discovery sur la péninsule de Hut Point.

La seconde année montre des améliorations dans la technique et la réalisation des objectifs, avec notamment un voyage vers l'ouest qui conduit à la découverte du plateau Antarctique, alors nommé « plateau polaire ». Les résultats scientifiques de l'expédition incluent d'importantes recherches biologiques, zoologiques et géologiques. Certains relevés météorologiques et magnétiques seront cependant critiqués sur leur amateurisme et leur inexactitude,.
À la fin de l'expédition, il faut les efforts combinés des deux navires de la relève et de l'approvisionnement et l'utilisation d'explosifs pour libérer le Discovery de la glace. Scott n'est toujours pas convaincu que les chiens et les skis sont efficaces pour de longues marches sur la glace, et dans les années suivantes, il continuera d'exprimer sa préférence pour le manhauling (pratique de haler soi-même son traîneau sans aide animale). Il maintient ce point de vue jusqu'à la fin de sa brève carrière en Antarctique, influençant ainsi ses compatriotes contemporains. Son insistance sur les formalités de la Royal Navy créée un malaise avec les membres de l'expédition provenant de la marine marchande, dont un grand nombre part avec le premier navire de secours en mars 1903. Une animosité personnelle entre Scott et Shackleton, prenant son origine ailleurs que dans les problèmes physiques lors de la marche vers le pôle, entraîne le chef d'expédition à renvoyer Shackleton sur le navire de ravitaillement, en janvier 1903. Bien que les tensions persistent entre Scott et Shackleton à propos de leurs ambitions polaires respectives, ils conserveront des relations apparemment polies. Scott se joint même à des réceptions officielles qui saluent Shackleton lors de son retour en 1909 après l'expédition Nimrod, et les deux hommes continuent à échanger des lettres courtoises au sujet de leurs travaux en 1909-1910.

## Entre Discovery et Terra Nova

### Héros populaire
Le Discovery revient en Grande-Bretagne en septembre 1904. L'expédition frappe l'imagination du public et Scott devient un héros populaire, recevant de nombreux honneurs et récompenses comme celle d'Officier de la Légion d'honneur. Il est promu au grade de captain (capitaine de vaisseau) le 10 septembre 1904, le jour de son retour en Angleterre. Il est aussi invité au château de Balmoral pour son investiture par le roi Édouard VIII en tant que Commandeur de l'Ordre royal de Victoria.
Les deux années suivantes de Scott sont particulièrement remplies par des obligations « post-expédition » : réceptions publiques, conférences et rédaction du compte-rendu de l'expédition intitulé The Voyage of the Discovery (« Le voyage du Discovery »). En janvier 1906, il reprend sa carrière à temps plein dans la marine, d'abord comme assistant du directeur du renseignement naval à l'Amirauté et, en août, comme « flag captain » du contre-amiral George Egerton sur le HMS Victorious. Il évolue dans des cercles sociaux de plus en plus élevés : un télégramme envoyé en février 1907 à Markham fait référence à des réunions avec la reine et le prince héritier du Portugal et une lettre pour sa famille mentionne un déjeuner avec le commandant en chef et prince Henri de Prusse.

### Litige avec Shackleton

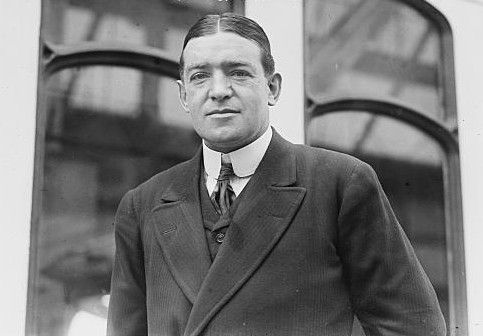
Ernest Shackleton

Début 1906, Scott sonde la RGS sur le financement éventuel d'une future expédition en Antarctique. Il prend donc mal l'annonce publique en février 1907 d'Ernest Shackleton, bafouant à ses yeux son propre plan de conquête du pôle Sud, d'autant qu'il prévoit de se baser à l'ancien quartier général de l'expédition Discovery situé dans le détroit de McMurdo. Scott fait valoir, dans une série de lettres à Shackleton, que la zone autour de McMurdo était son propre « fief » et qu'il a des droits sur tout le détroit jusqu'à ce qu'il choisisse lui-même d'y renoncer. Il insiste auprès de Shackleton pour qu'il aille travailler à une autre base. En cela, il est fortement soutenu par le zoologiste de l'expédition Discovery, le Dr Edward Adrian Wilson, qui affirme que les droits de Scott s'étendent même à l'ensemble de la mer de Ross, 800 km de long, jusqu'à l'Est, la Terre du roi Edward VII. Shackleton tente de s'opposer à cet abus, puis cède pour mettre fin au litige dans une lettre à Scott en date du 17 mai 1907. Il indique qu'il travaillera à l'est du 170e méridien ouest et évitera donc la zone de la précédente expédition. Cette promesse ne sera pas tenue, l'épaisseur des glaces au fond de la mer de Ross encerclant son bateau, menaçait de l'encercler et le broyer. Shackleton terriblement tourmenté par son parjure, va donc installer son expédition au cap Royds dans le détroit de McMurdo. Cette violation de l'accord entraîne une évolution radicale dans ses relations avec Scott. L'historien Beau Riffenburgh estime que la promesse de Scott « n'aurait jamais dû être demandée sur le plan éthique », et compare l'intransigeance de Scott sur cette question à l'attitude inverse de l'explorateur norvégien Fridtjof Nansen qui offrit généreusement ses conseils et son expertise à tous, rivaux potentiels ou non.

### Mariage

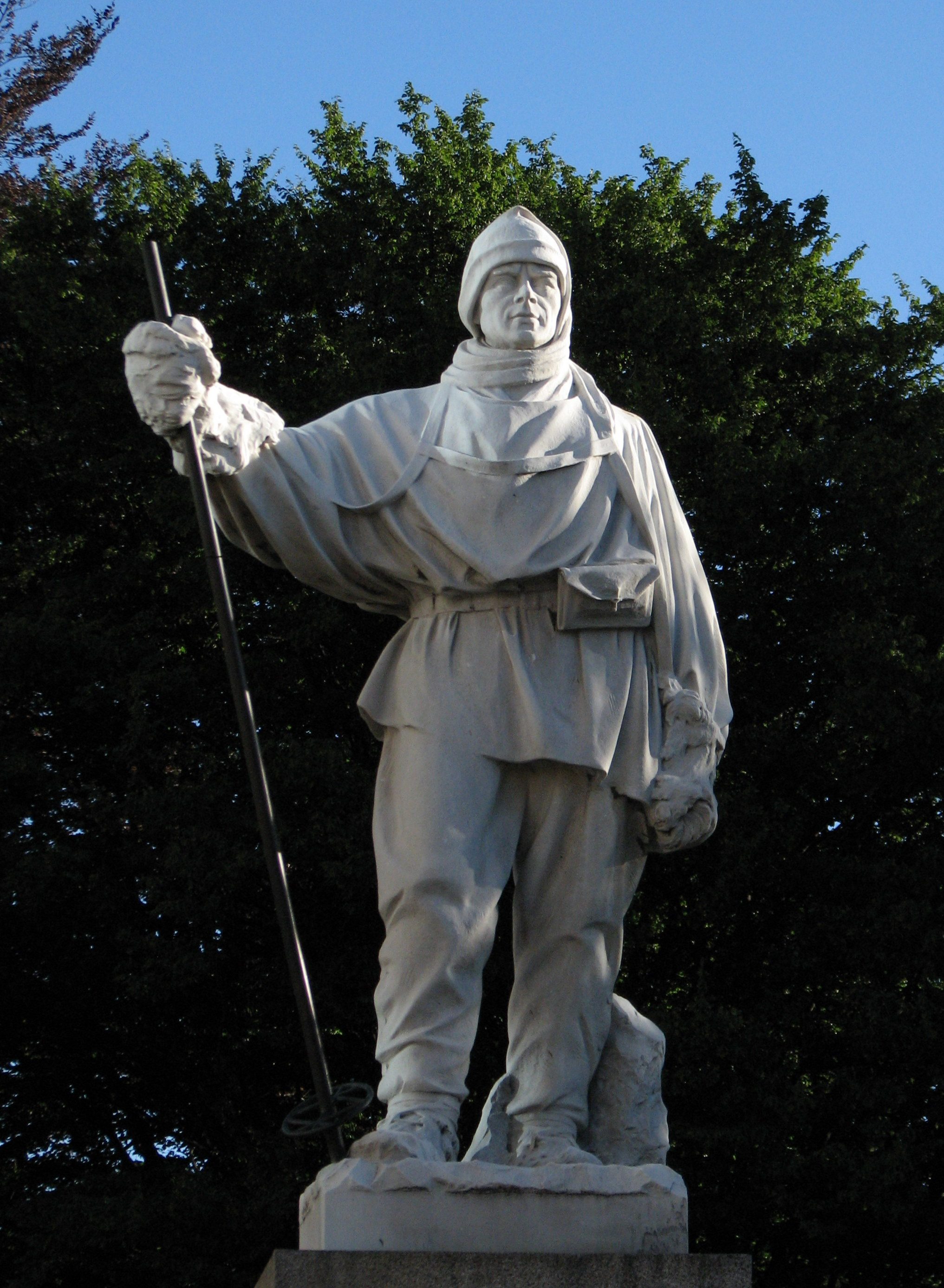
Statue de Robert Falcon Scott réalisée par Kathleen Scott, à Christchurch.

Scott, qui en raison de sa renommée à la suite de l'expédition Discovery entre dans la bonne société édouardienne, rencontre pour la première fois Kathleen Bruce début 1907, à un déjeuner privé. Sculptrice, mondaine et cosmopolite, elle fut l'élève d'Auguste Rodin et ses relations incluent d'autres artistes comme Isadora Duncan, Pablo Picasso et Aleister Crowley. Sa première rencontre avec Scott est brève, mais quand ils se retrouvent plus tard la même année, l'attraction mutuelle est évidente. Scott n'était pas son unique prétendant, alors une cour tumultueuse ensuivit. Son principal rival est semble-t-il le romancier Gilbert Cannan (en) et Scott est défavorisé par ses absences en mer. Toutefois, la persistance de Scott est récompensée et, le 2 septembre 1908, à la chapelle royale du château de Hampton Court, le mariage est célébré. Leur seul enfant, Peter Markham Scott, est né le 14 septembre 1909. Il a pour parrain Clements Markham et est nommé en l'honneur de ce dernier. Peter deviendra un ornithologue et un sportif reconnu, médaillé de bronze aux jeux olympiques d'été de 1936 et cofondateur de la World Wide Fund for Nature dont il signera le logotype représentant un panda.
À cette époque, Scott annonce ses plans pour sa seconde expédition en Antarctique. Ernest Shackleton rentre au pays, après avoir échoué de peu à atteindre le pôle Sud, ce qui laisse la possibilité à Scott de mettre en œuvre sa propre expédition pour être le glorieux explorateur qui aura planté l'Union Jack au pôle. Le 24 mars 1909, il accepte une nomination à l'Amirauté comme assistant naval au Second Sea Lord, promotion qui le rapproche aussi de Londres. En décembre, il est libéré avec une demi-solde afin de prendre le commandement à temps plein de la British Antarctic Expedition 1910, qui sera plus couramment appelée l'expédition Terra Nova d'après son navire, le Terra Nova.

## L'expédition Terra Nova (1910-1913)

### Préparation

L'expédition Terra Nova de Robert Falcon Scott (Royaume-Uni)
L'expédition Amundsen de Roald Amundsen (Norvège)

La Royal Geographical Society exprime l'espoir que cette expédition soit « principalement scientifique, avec l'exploration et la conquête du pôle comme des objectifs secondaires », mais, contrairement à l'expédition Discovery, ni eux, ni la Royal Society n'a alors le contrôle total de l'expédition. Dans son annonce de l'expédition, Scott déclare que son principal objectif est « d'atteindre le pôle Sud, et de garantir à l'Empire britannique l'honneur de cette réalisation ». Scott est, comme Markham l'observe, « mordu par la manie du pôle ».
Scott se met à élaborer l'expédition en fonction de ses propres préférences, sans les contraintes d'un comité mixte. En ce qui concerne le transport, il décide que les chiens sont plus encombrants qu'utiles, ce qui implique d'emmener aussi des chevaux de Manchourie et des véhicules motorisés à chenilles, et bien sûr du manhauling. Scott ne connaît rien aux chevaux, mais estime que, étant donné qu'ils ont apparemment bien servi à Ernest Shackleton, ses hommes doivent les utiliser également,. Le musher Cecil Meares est envoyé en Sibérie pour sélectionner les chiens, et puisqu'il est sur place, Scott lui ordonne aussi de s'occuper de l'achat de poneys de Mandchourie. Meares n'est pas qualifié pour un tel choix et les poneys qu'il choisit se montrèrent pour la plupart de piètre qualité et mal adaptés au travail attendu en Antarctique. Pendant ce temps, Scott passe du temps en France et en Norvège, essayant par exemple des véhicules motorisés à chenilles au col du Lautaret avec Jean-Baptiste Charcot et en recrutant le mécanicien Bernard Day, ancien membre de l'expédition Nimrod. Scott ne se doute pas qu'il est en concurrence avec une autre expédition jusqu'à ce qu'il reçoive un télégramme de Roald Amundsen à Melbourne en octobre 1910.

### Première année
L'expédition subit une série de revers dès le début, qui entravent les travaux de la première année et les préparatifs pour le principal voyage polaire. Sur son parcours de la Nouvelle-Zélande à l'Antarctique, le Terra Nova est piégé dans les glaces pendant vingt jours, bien plus longtemps que d'autres navires qui subissent cela généralement, ce qui entraîne une arrivée à la fin de l'été et donc moins de temps pour les travaux préparatoires avant le rude hiver antarctique. L'un des trois véhicules motorisés à chenilles est perdu pendant le déchargement du navire, disparaissant dans la mer de glace. La détérioration des conditions météorologiques et la faiblesse des poneys non-acclimatés affectent le premier voyage pour la mise en place de dépôts de ravitaillement, de sorte que le point principal d'alimentation de l'expédition, le One Ton Depot, est posé à 56 km au nord de son emplacement prévu à 80°S. Lawrence Oates, responsable des poneys, conseille à Scott de tuer certains de ces animaux pour en faire de la nourriture et d'avancer le dépôt à 80°S, ce que Scott refuse de faire. Oates aurait alors dit à Scott : « Monsieur, je crains que vous veniez à regretter de ne pas prendre en compte mes conseils ». Six poneys sont morts pendant ce voyage. À son retour au camp de base, l'expédition apprend la présence de Roald Amundsen, campant avec son équipage et un large contingent de chiens dans la baie des Baleines, à 320 km à l'est de leur position.

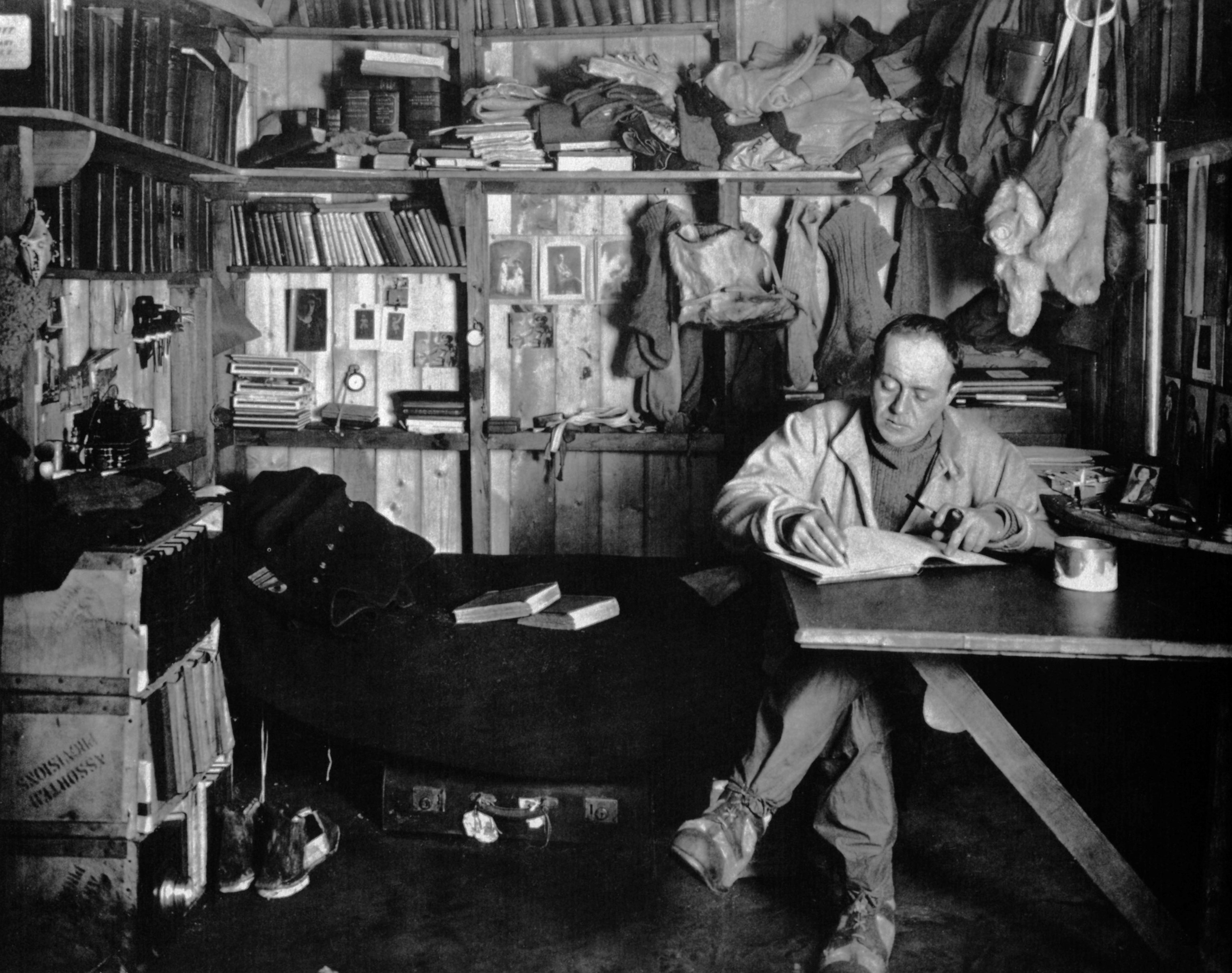
Scott, écrivant son journal à l'abri du cap Evans lors de l'hiver 1911.

Scott refuse de modifier son planning pour faire face à la rivalité avec Amundsen, écrivant « La bonne, ainsi que le plus sage [des choses à faire], est pour nous de procéder exactement comme si ce n'était pas arrivé ». Tout en reconnaissant que le camp de base du norvégien est plus proche du pôle et que son expérience en tant que musher de chien est formidable, Scott a l'avantage de se déplacer sur une route déjà connue et testée par Shackleton. Pendant l'hiver 1911, sa confiance augmente encore après le retour d'une équipe du cap Crozier en juillet-août, il écrit : « Je suis sûr que nous sommes aussi près de la perfection que l'expérience peut permettre ».

### Voyage vers le pôle Sud
Le voyage vers le pôle Sud débute le 1er novembre 1911. Une caravane de groupes de transport mixte (véhicules motorisés à chenilles, chiens et poneys) avec des traîneaux chargés, se déplaçant à des vitesses différentes, est imaginée pour soutenir un dernier groupe de quatre hommes qui feront une percée vers le pôle. Scott a déjà présenté ses plans pour ce voyage à l'ensemble de ses hommes au camp de base, sans être spécifique au sujet des rôles précis qu'ils occuperaient, notamment sur l'équipe finale. Pendant le voyage, Scott envoie à la base une série d'ordres contradictoires concernant l'utilisation future des chiens de l'expédition, laissant ainsi planer le doute sur le fait qu'ils doivent être économisés pour la suite du travail scientifique ou utilisés pour aider au retour du voyage polaire. Par conséquent, les hommes n'utiliseront pas les chiens pour soulager l'équipe polaire lorsque le besoin s'en fera pourtant sentir.
L'effectif de l'équipe polaire ne cesse de se réduire à mesure que les équipes de soutien retournent successivement au camp. Le 4 janvier 1912, les deux derniers groupes de quatre hommes ont atteint 87°34'S. Scott annonce sa décision : cinq hommes (Scott, Henry Robertson Bowers, Edward Adrian Wilson, Edgar Evans et Lawrence Oates) continuent, les trois autres (Edward Evans, William Lashly et Thomas Crean) rentrent. L'équipe choisie atteint le pôle le 17 janvier 1912, constatant qu'Amundsen les avait précédés de cinq semaines. L'angoisse de Scott se ressent dans son journal : « Le pire est arrivé » […] « Tous les rêves éveillés s'en vont » […] « Grand Dieu ! Ceci est un endroit horrible ».

### Le retour

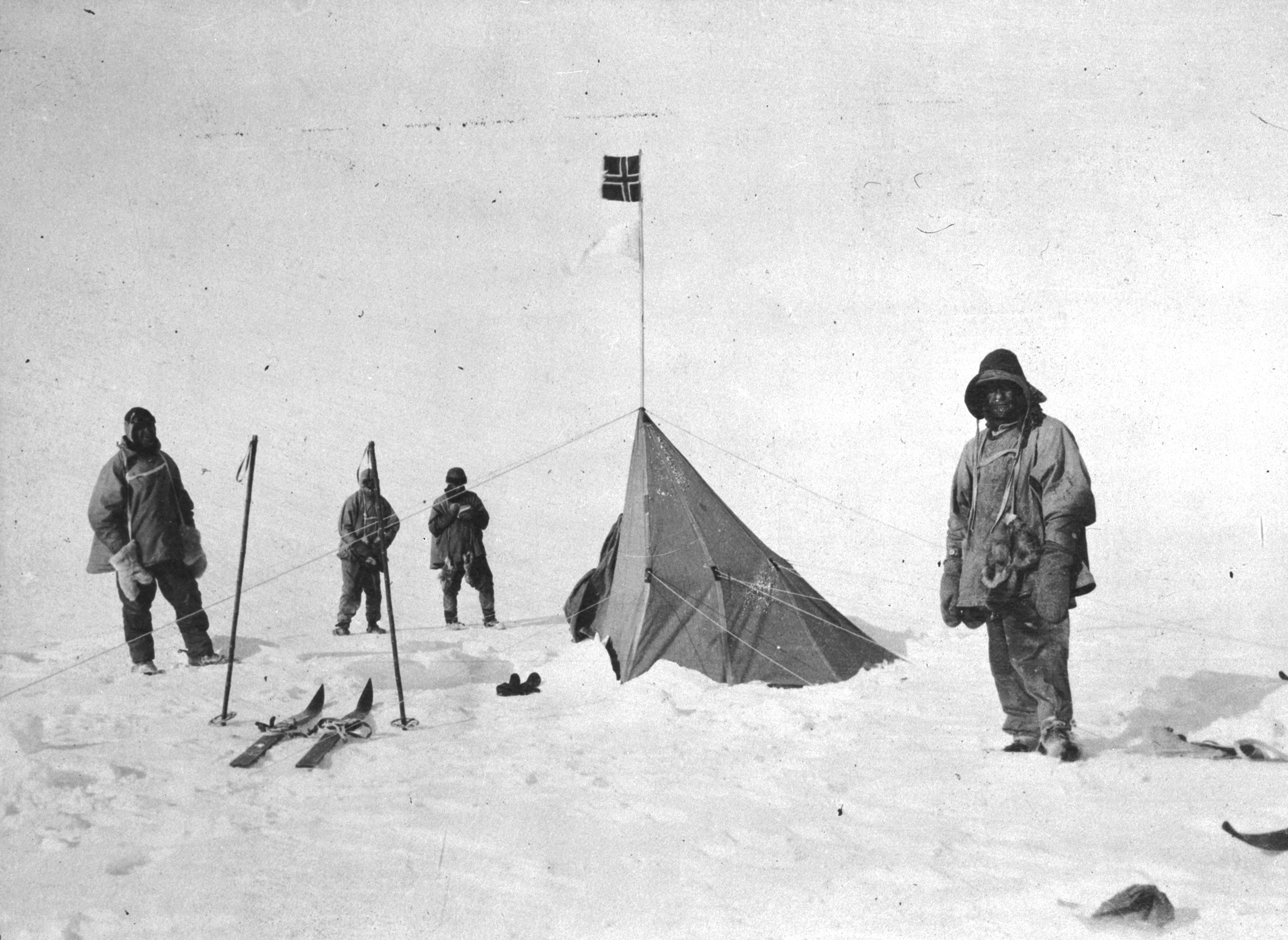
Scott et ses hommes à la base de Roald Amundsen, Polheim, au pôle Sud. De gauche à droite : Robert Falcon Scott, Henry Robertson Bowers, Edward Adrian Wilson et Edgar Evans. La photo est prise par Lawrence Oates.

L'équipe polaire commence sa marche de retour de 1 300 kilomètres le 19 janvier. « Je crains que le voyage de retour soit horriblement fatigant et monotone » écrit Scott le lendemain. Toutefois, l'équipe fait de bons progrès en dépit de mauvaises conditions météorologiques, et passe dès le 7 février le plateau Antarctique soit environ 500 kilomètres. Les jours suivants, l'équipe termine la descente d'environ 160 kilomètres du glacier Beardmore mais Scott est préoccupé par l'état physique d'Edgar Evans, notant dès le 23 janvier une nette baisse des capacités de celui-ci. Une chute le 4 février laissa Evans « terne et incapable » et le 17 février, après une nouvelle chute, il meurt au pied des glaciers.
Avec 670 kilomètres restant à faire à travers la barrière de Ross, les perspectives de l'équipe se contrarient avec des conditions météorologiques qui se détériorent, des engelures, la photokératite, la faim et l'épuisement, au fur et à mesure qu'elle retourne vers la base, au nord. Le 16 mars, Lawrence Oates, dont l'état, aggravé par une vieille blessure de guerre, le rend à peine capable de marcher, quitte volontairement la tente de l'équipe pour se sacrifier et évite ainsi de ralentir ses camarades. Scott écrit que les dernières paroles d'Oates sont : « Je vais juste dehors et cela pourra prendre un certain temps ».
Après une courte marche, les trois hommes restants mettent en place leur dernier camp, le 19 mars, à 18 kilomètres du One Ton Depot mais tragiquement 38 kilomètres au-delà de l'emplacement d'origine prévue pour le dépôt. Le lendemain, une tempête de neige les empêche d'avancer. Au cours des neuf jours suivants, leurs provisions sont épuisées et, avec les doigts gelés, un peu de lumière et la tempête faisant toujours rage à l'extérieur de la tente, Scott écrit ses derniers mots, bien qu'il renonce à continuer son journal après le 23 mars, sauf pour un ultime ajout le 29 mars : « Dernier ajout. Pour l'amour de Dieu prenez soin des nôtres ». Il écrit des lettres à la mère de Wilson, la mère de Bowers, différents notables dont son ancien commandant Egerton George, sa propre mère et sa femme. Il écrit aussi une lettre destinée au peuple anglais, qui donne sa version de l'échec de l'expédition. Il y défend l'organisation de l'expédition et le commandement et y attribue les difficultés de l'équipe aux conditions météorologiques et une accumulation de malchances. Il termine avec ces mots : « Nous avons pris des risques, en toute connaissance de cause ; le sort s'est acharné contre nous et, par conséquent, nous n'avons aucune raison de nous plaindre ; au contraire, nous nous inclinons face au Destin, toujours déterminés à faire de notre mieux jusqu'au dernier […] Eussions-nous survécu, j'aurais eu à narrer la hardiesse, l'endurance et le courage de mes compagnons, et mon récit aurait ému le cœur de tous les Anglais. Ces quelques notes, ainsi que nos dépouilles, devront en témoigner, mais assurément, assurément, un pays aussi grand et florissant que le nôtre saura faire en sorte que ceux qui sont à notre charge soient bien épaulés ».

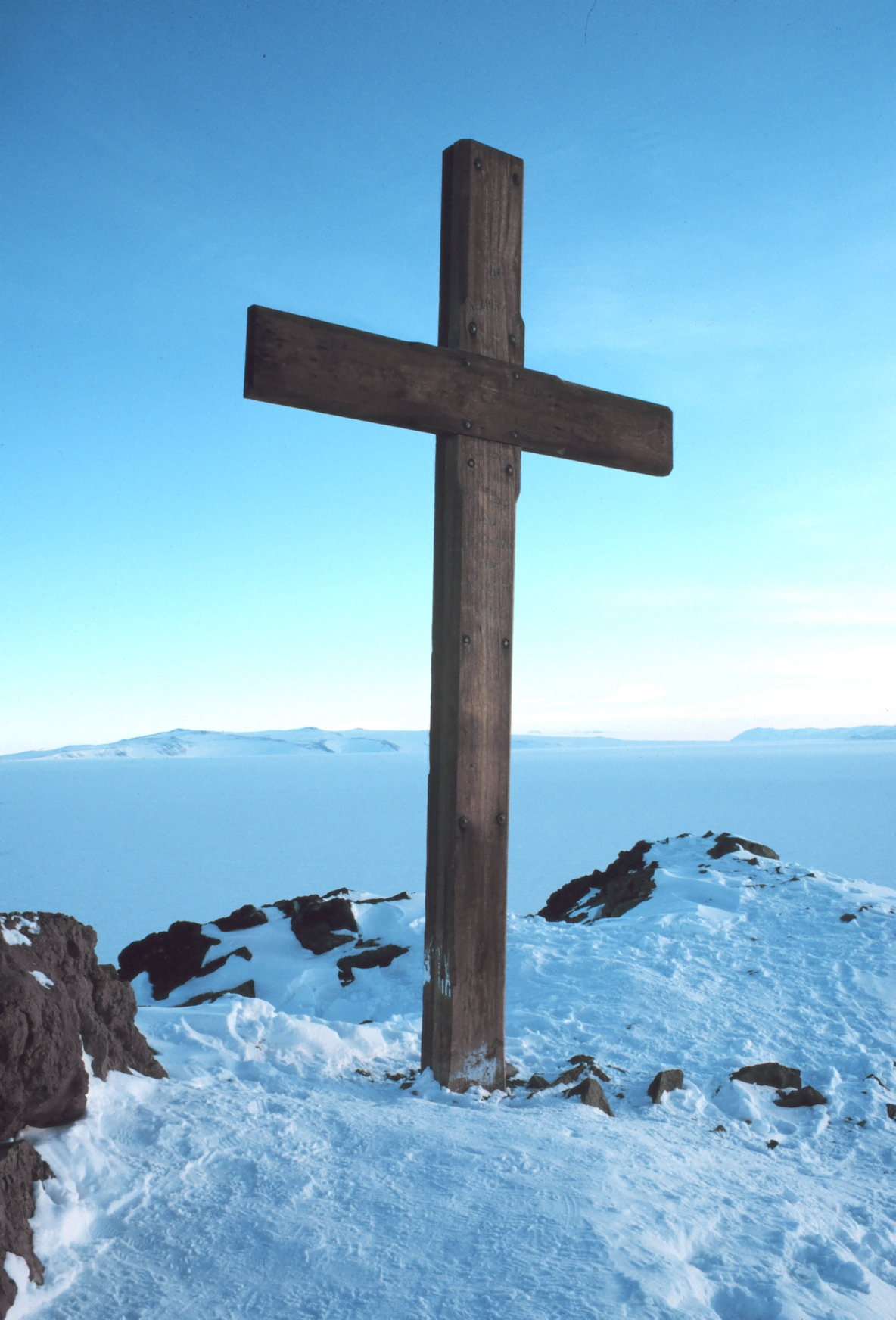
La croix d'Observation Hill.

On suppose que Scott est décédé le 29 mars 1912 ou peut-être le jour suivant.
Les corps de Scott et de ses compagnons sont découverts par une équipe de recherche le 12 novembre 1912 et leurs journaux sont récupérés. Leur dernier camp est devenu leur tombeau ; un cairn, surmonté d'une croix sommaire, est érigé avec de la neige. En janvier 1913, avant que le Terra Nova ne retourne au pays, une grande croix en bois est fabriquée par les charpentiers du navire et érigée sur Observation Hill, une colline de la péninsule de Hut Point. Les noms des disparus y sont inscrits ainsi qu'une courte citation du poème Ulysse d'Alfred Tennyson : To strive, to seek, to find, and not to yield (« Travailler, chercher, trouver, et ne pas céder »).

## Renommée

### Glorification
Le monde est informé de la tragédie quand le Terra Nova atteint Oamaru en Nouvelle-Zélande le 10 février 1913. Quelques jours plus tard, Scott devient une icône nationale. Un farouche esprit nationaliste est suscité, le London Evening News appelle à la lecture de l'histoire de Scott par les enfants des écoles dans tout le pays, pour coïncider avec le service commémoratif à la cathédrale Saint-Paul de Londres le 14 février. Robert Baden-Powell, fondateur du mouvement scout, se demande même : « Les Britanniques sont-ils en déclin ? Non !… Il reste en eux beaucoup de vaillance et de force d'âme, après tout. Le capitaine Scott et le capitaine Oates nous l'ont montré ».
Les survivants de l'expédition sont dûment honorés à leur retour, avec des médailles polaires et des promotions pour le personnel de la Royal Navy. En lieu et place de l'ordre de chevalerie qu'aurait pu recevoir son mari s'il avait survécu, Kathleen Scott se voit accorder le rang de veuve d'un Chevalier Commandeur de l'Ordre du Bain,. En 1922, elle épouse Edward Hilton Young, qui deviendra plus tard Lord Kennet, et elle reste un farouche défenseur de la réputation de Scott jusqu'à sa mort, à 69 ans, en 1947.
En apprenant les détails de la mort de Scott, on rapporte que Roald Amundsen déclara : « je serais heureux de renoncer à tout honneur ou à l'argent si cela avait pu sauver Scott de sa mort terrible ». Scott étant plus habile de ses mots, l'histoire qui se propage à travers le monde est en grande partie celle racontée par lui, et la victoire d'Amundsen est réduite aux yeux de beaucoup à un stratagème antisportif. Même avant que la mort de Scott ne soit connue, Amundsen est offensé par ce qu'il considère comme un « toast moqueur » du président de la RGS George Curzon. Lors d'une réunion pour honorer prétendument le vainqueur de la course polaire, Curzon avait appelé à « trois hourras pour les chiens », se moquant ainsi de lui. Selon le récit de l'historien Roland Huntford, cela causa même la démission d'Amundsen de son poste de membre honoraire de la RGS.
La réponse à l'ultime requête de Scott, concernant le soutien aux personnes à charge des défunts, est considérable. La Mansion House Scott Memorial Fund lève 75 000 £, soit environ 3 500 000 £ de 2008. Cette somme ne fut cependant pas également répartie et la veuve de Scott, son fils, sa mère et ses sœurs ne reçoivent qu'un total de 18 000 £. La veuve de Wilson n'eut que 8 500 £, la mère de Bowers que 4 500 £ et la veuve d'Evans, ses enfants et sa mère que 1 500 £.
Dans la douzaine d'années suivant la catastrophe, plus de trente monuments et mémoriaux sont érigés, rien qu'en Grande-Bretagne. Ils vont de simples reliques, comme le drapeau du traîneau de Scott dans la cathédrale d'Exeter, à la fondation du Scott Polar Research Institute à Cambridge. Néanmoins, beaucoup d'autres monuments sont érigés dans d'autres parties du monde. Fondée en 1957, la base scientifique américaine au pôle Sud, est nommée Amundsen-Scott pour honorer la mémoire des deux « vainqueurs » polaires.
Les journaux de Scott sont exposés depuis 1914 au British Museum de Londres, tout comme sa lettre écrite pour le peuple britannique, tandis que son dernier journal est exposé dans la galerie John Ritblat (en) de la British Library. Sa dernière lettre à sa femme et son fils est exposée pour la première fois en 2007 au musée du Scott Polar Research Institute.
Son nom a été donné à la côte de Scott, région côtière de la Terre Victoria, en Antarctique.

### Positions modernes

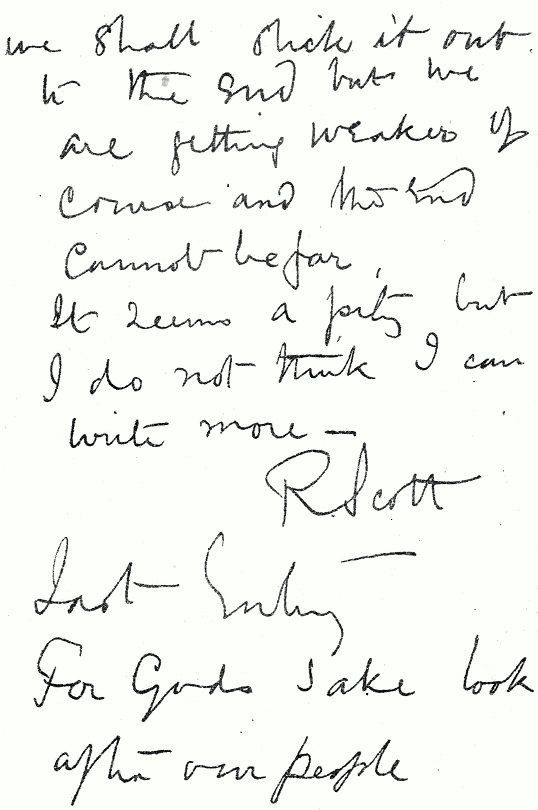
Dernière page du journal de Scott

La réputation de Scott s'est maintenue après la Seconde Guerre mondiale et au-delà du 50e anniversaire de la catastrophe en 1962. Quelques années après, Reginald Pound, le premier biographe à avoir pu consulter le journal des déplacements en traîneau de Scott, révèle des défaillances personnelles qui jettent une lumière différente sur la personnalité de Scott, bien qu'il ait continué à soutenir son héroïsme, décrivant « une santé morale à toute épreuve, inébranlable ». Dans la décennie suivante, des livres sortent, dont chacun, à un certain degré, conteste sa perception. Le plus critique de ces livres est Scott's Men (1977) de David Thomson (en). Aux yeux de ce dernier, Scott n'a pas été un grand homme, « du moins pas avant d'être près de la fin » ; son organisation est décrite comme « hasardeuse » et « viciée », sa conduite des affaires caractérisée par un manque de prévoyance. Ainsi, à la fin des années 1970, selon les termes du biographe Max Jones, « la personnalité complexe de Scott est révélée et ses méthodes remises en question ».
Scott a été sans aucun doute capable d'inspirer une grande loyauté chez ses hommes. Certains étaient prêts à le suivre partout et l'ont fait. « Il ne vous demanderait pas de faire ce qu'il n'était pas disposé à faire lui-même », dit de lui le chauffeur du Terra Nova, William Burton. Thomas Crean, un Irlandais qui a accompagné Scott lors des expéditions Discovery et Terra Nova, s'épanche davantage : « J'ai adoré chaque cheveu de sa tête ». Mais ses relations avec autrui, y compris Ernest Shackleton, Lawrence Oates, et ses seconds, ont été moins faciles,. En dépit de sa grande expérience en matière d'exploration, il a gardé en lui un côté « amateur » jusqu'à la fin. Ainsi sa réticence à apprendre l'entraînement des chiens de traîneaux et à compter sur leur efficacité, malgré les conseils qu'il était allé prendre auprès de Fridtjof Nansen, est citée comme facteur déterminant qui lui fit perdre la course au pôle et, finalement, la vie de ses hommes.
En 1979 vient l'attaque la plus virulente contre Scott, celle de Roland Huntford, dans sa double biographie de Robert Falcon Scott et Roald Amundsen, où Scott est dépeint comme un « maladroit héroïque ». La thèse de Huntford est un choc immédiat, entraînant la nouvelle ligne de pensée. Même l'héroïsme de Scott devant la mort est contesté et Huntford voit dans la dernière lettre de Scott l'auto-justification trompeuse d'un homme qui a entraîné ses camarades à la mort. Après le livre de Huntford, contester le capitaine Scott devient monnaie courante. Francis Spufford, dans I May Be Some Time (1995), livre qui n'est pas entièrement hostile envers Scott, évoque des « preuves accablantes de gâchis », il conclut que « Scott condamna ses compagnons, puis couvrit ses traces sous de belles paroles ». L'écrivain Paul Theroux définit Scott comme quelqu'un de « confus et démoralisé… une énigme pour ses hommes, mal préparé et un gâcheur ». Cette baisse de réputation de Scott s'accompagne d'une hausse de celle de son ancien rival Shackleton, d'abord aux États-Unis, puis en Grande-Bretagne. Les « 100 Greatest Britons », un sondage effectué en 2002 au Royaume-Uni, place Shackleton à la 11e place tandis que Scott est à la 54e.

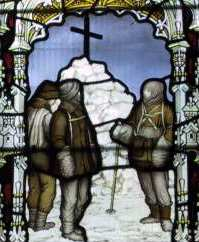
L'un des quatre vitraux de l'église de Binton dans le Warwickshire représentant Scott. Il dépeint le cairn érigé sur le site où ont été retrouvés les membres de l'équipe.

Toutefois, au début du XXIe siècle, intervient un changement d'opinion en faveur de Scott, à l'occasion de ce que l'historienne Stephanie Barczewski qualifie de « révision de la perspective révisionniste ». La météorologue Susan Solomon, dans son livre The Coldest March (2001), attribue le sort de Scott et de ses hommes aux conditions extraordinairement mauvaises sur la barrière de Ross en février et mars 1912 plutôt qu'à des défaillances personnelles ou d'organisation, même si Salomon accepte certaines des critiques portées contre Scott,. En 2004, l'explorateur polaire Ranulph Fiennes publie une biographie qui est une solide apologie de Scott et une réfutation tout aussi franche du livre de Huntford. L'ouvrage est d'ailleurs dédié « aux familles des victimes diffamées ». Par la suite on a reproché à Fiennes le caractère personnel de ses attaques contre Huntford et l'idée que sa propre expérience comme explorateur polaire lui donnait une autorité exceptionnelle.
En 2005, David Crane publie une nouvelle biographie de Scott qui, selon Barczewski, va dans le sens d'une évaluation de Scott « délivrée du fardeau des interprétations antérieures ». Crane fait valoir que ce qui est arrivé à la réputation de Scott découle de la façon dont le monde a changé depuis qu'a été créé le mythe du héros : « Le problème n'est pas que nous le percevions différemment d'eux [ses contemporains], mais plutôt que nous le percevions de la même manière, et que, instinctivement, cela ne nous plaît pas ». La principale réussite de Crane, selon Barczewski, est d'avoir rendu à Scott son humanité « bien plus efficacement que ne l'ont fait la véhémence de Fiennes ou les données scientifiques de Salomon ».

## Distinctions
- Commandeur de l'ordre royal de Victoria (1904)[111]
- Médaille polaire
- Officier de la Légion d'honneur

## Postérité
Dans le film historique et biographique norvégien Voyage au bout de la Terre (Amundsen), réalisé par Espen Sandberg et sorti en 2019, son rôle est interprété par David Bark-Jones.